# Thomas Astan
Thomas Astan SDB (Geburtsname Horst Gnacke; * 15. September 1942 in Wormbach; † 11. Oktober 2024 in Soyen) war ein deutscher Schauspieler und Theaterregisseur sowie römisch-katholischer Ordenspriester.

## Leben

### Wirken als Schauspieler
Im Anschluss an sein Abitur ging Astan ins Schauspielgeschäft. Von 1967 bis 1991 spielte er in einigen deutschen Kinofilmen und Fernsehserien mit und arbeitete als Theaterregisseur an verschiedenen deutschen Bühnen.
Sein Debüt vor der Kamera gab Astan 1967 unter der Regie von Wolfgang Becker in dem ZDF-Dreiteiler Der Tod läuft hinterher. Seine erste Rolle auf der Kinoleinwand hatte er 1968 in der Rolle des Rainer in dem Aufklärungsfilm Die goldene Pille von Horst Manfred Adloff. 1970 übernahm er in Hans W. Geißendörfers Vampirfilm Jonathan die Rolle des Thomas. Dem jungen Publikum wurde er vor allem durch die britisch-deutsch-österreichisch-französische Jugendfernsehserie Kim & Co. als Rasmussen in einer der durchgehenden Hauptrollen, sowie in der Titelrolle in Rudolf Jugerts Märchenfilm König Drosselbart bekannt, wo er an der Seite von Renate Pichler spielte. Astan hatte Gastrollen in mehreren Fernsehserien, wie in Das Kriminalmuseum, Der Kommissar, im Tatort oder Der Alte. Zwischen 1975 und 1991 war er in zehn Folgen der Krimiserie Derrick zu sehen. In der im Dezember 1991 erstausgestrahlten Folge Isoldes tote Freunde hatte er als Musikkritiker Gregor Mannsdorf auch seine letzte Rolle als Schauspieler vor der Kamera.

### Wirken als Ordenspriester
Die AIDS-Erkrankung eines Bekannten brachte Thomas Astan zurück zum Glauben. Astan begann Ende der 1980er Jahre ein neues Leben, bevor er Ende der 1990er Jahre seinen Schauspielberuf endgültig aufgab. Neben seiner Arbeit studierte er Germanistik, Theaterwissenschaften, Psychologie und Kunstgeschichte. Es folgte ein Noviziat bei den Salesianern Don Boscos und ein Theologiestudium an der Päpstlichen Universität der Salesianer in Rom. 1996 empfing Astan die Priesterweihe und ging anschließend nach Bonn. 1999 übernahm er für das Erzbistum Berlin die Künstlerseelsorge in der Bundeshauptstadt Berlin und leitete in dieser Funktion von 1999 bis Januar 2015 die sonntäglichen Künstlergottesdienste der Katholischen Akademiekirche St. Thomas von Aquin in Berlin-Mitte. Er war darüber hinaus in der Guardini Stiftung engagiert.
Im Januar 2015 teilte Astan mit, dass er im „Dissens um die katholische Führung und Ausrichtung des Aschermittwochs der Künstler“ sein Amt des Künstlerseelsorgers mit sofortiger Wirkung niedergelegt habe.
Als Kaplan der Gemeinde Maria unter dem Kreuz in Berlin-Wilmersdorf wurde Thomas Astan dort am 1. Februar 2015 verabschiedet. Seitdem lebte er im Kloster Benediktbeuern und war dort im Bildungszentrum für Umwelt und Kultur der Salesianer als Pädagoge und Seelsorger tätig. Bis zuletzt war er erster Vorsitzender des Vereines Impulse für die Straßenkinder e. V.
Astan starb am 10. Oktober 2024 in einem Pflegeheim in Soyen in Oberbayern im Alter von 82 Jahren.

## Filmografie (Auswahl)
- 1967: Der Tod läuft hinterher (Fernsehdreiteiler)
- 1967: Das Kriminalmuseum (Fernsehserie, Folge 34: Das Kabel)
- 1968: Die goldene Pille
- 1968: Schamlos
- 1968: Willst Du ewig Jungfrau bleiben?
- 1969: Isabella – Mit blanker Brust und spitzem Degen (Isabella, duchessa dei diavoli)
- 1969–1976: Der Kommissar (Fernsehserie, sechs Folgen)
- 1970: St. Pauli-Nachrichten – Thema Nr. 1
- 1970: Jonathan
- 1972: Wir 13 sind 17 (Fernsehserie, eine Folge)
- 1972: Hamburg Transit (Fernsehserie, Folge: Rückflug in den Tod)
- 1973: Sechs unter Millionen
- 1973: Die Tausender-Reportage
- 1974: Tatort – Zweikampf
- 1975: Kim & Co.
- 1975–1991: Derrick (Fernsehserie, zehn Folgen, darunter Toter Goldfisch [1985])
- 1976: Gesucht wird … (Fernsehserie, Folge: Gisela Kornschmidt)
- 1976: König Drosselbart
- 1977: Der kurze Brief zum langen Abschied
- 1977: Notarztwagen 7 (Fernsehserie, Folge 7 Letzter Aufruf für Dr. Reimann)
- 1977–1984: Der Alte (Fernsehserie, drei Folgen)
- 1978: Der kurze Brief zum langen Abschied
- 1979: Tatort – Ende der Vorstellung
- 1980: Im schönsten Bilsengrunde
- 1983: Der Trotzkopf
- 1984: Eine Klasse für sich (Fernsehserie)
- 1986: Polizeiinspektion 1 (Fernsehserie, eine Folge)
- 1986: Tatort – Tod auf Eis

## CD
- Thomas Astan, Thomas Sauer: Der Kreuzweg op. 29 (von Marcel Dupré (1886–1971)), CD, Pool Music & Media Service GmbH (2002).